# Lake Luzerne
Lake Luzerne – miasto w Stanach Zjednoczonych, w stanie Nowy Jork, w hrabstwie Warren.